# 米津橋梁
座標: 北緯34度53分19.1秒 東経137度3分38.3秒 / 北緯34.888639度 東経137.060639度
米津橋梁（よねづきょうりょう）は、愛知県西尾市の矢作川に架かる名古屋鉄道西尾線の鉄道橋である。

## 概要
1928年（昭和3年）8月5日、碧海電気鉄道（現在の西尾線 新安城 - 西尾間を敷設した鉄道）が米津 - 碧電西尾口間を開業した際に供用開始した。米津 - 桜町前間の矢作川に架かる全長276.1mの橋梁である。
単線であるが、橋脚は複線に対応可能な構造である。

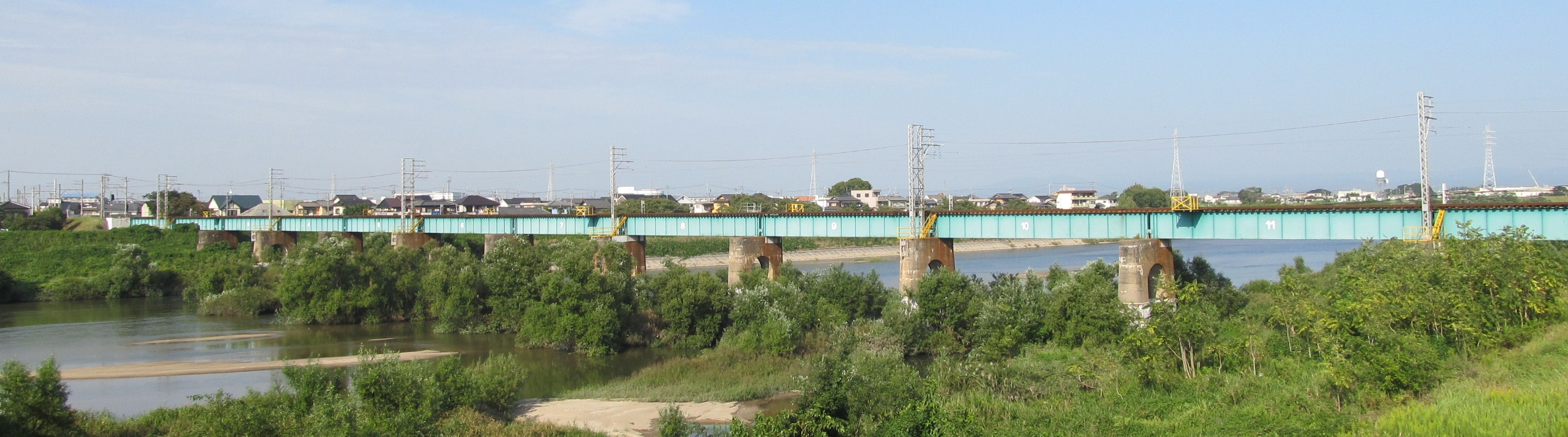
米津橋梁

### 諸元
- 供用：1928年（昭和3年）8月
- 延長：276.1 m・単線式
- 構造：鋼上路桁
- 区間：愛知県西尾市米津町 - 西尾市川向

## その他
矢作川に架かる名古屋鉄道（名鉄）の橋梁は、本橋梁と矢作川橋梁（名古屋本線）である。かつては三河線、挙母線にも矢作川の橋梁が存在したが、廃線となった。